# Planchet (romanpersonage)
Planchet is een fictief persoon uit de boeken De drie musketiers, Twintig jaar later en de Burggraaf van Bragelone van schrijver Alexandre Dumas père.
Planchet was oorspronkelijk een dienaar van het gezin D'Artagnan, maar nadat in dat gezin vader en moeder de dood vonden, bleef de toen nog kleine D'Artagnan alleen achter. Planchet ontfermde zich over hem en voedde hem op tot een uitmuntende zwaardvechter. De achtergrond van Planchet zelf blijft echter merendeels onbekend in de boeken en bleef hij daarin een bijrol vervullen. Hij vertelt zijn meester Artagnan dat hij van afkomst een "Picard" is, na een dapper gevecht met tegenstanders.
In het boek De burggraaf van Bragelonne wordt Planchet ingezet om geld in te zamelen om Karel II van Engeland weer op de Britse troon te krijgen. Hij beleeft een korte romance en keert weer terug naar Parijs en is het daarbij zijn laatste optreden in de D'Artagnan trilogie.
In de film The Three Musketeers uit 2011 blijkt Planchet voornamelijk de rol van de sullige dienaar van de drie musketiers Athos, Aramis en Porthos te vervullen, maar later blijkt hij in het verhaal toch van groot belang te zijn bij het terugveroveren van een diamanten ketting van koningin Anne van Frankrijk.